# Trittame augusteyni
Trittame augusteyni là một loài nhện trong họ Barychelidae. Loài này phân bố ờ Queensland.